# Cerco de Piratininga
O Cerco de Piratininga ou A Guerra de Piratininga são os nomes dados ao ataque realizado em 9 de julho de 1562 à então vila de São Paulo dos Campos de Piratininga, hoje cidade de São Paulo, por índios das tribos guarulhos, guaianás e carijós, que se uniram numa coligação e se rebelaram contra a aliança entre Tibiriçá e os jesuítas. Alguns destes índios eram familiares de Tibiriçá, outros haviam morado na aldeia dos padres e recebido a catequese, mas agora os renegavam.

## Antecedentes
A união entre portugueses e os tupis causava desconfiança e antipatia entre os nativos mais radicais que, se procuravam qualquer pretexto para atacarem os europeus, encontraram um bastante importante: a prática da escravidão por parte dos colonizadores. Pressentindo a hostilidade crescente, os portugueses trataram de nomear João Ramalho chefe da defesa militar de São Paulo em 28 de maio de 1562, de acordo com o cargo já exercido anteriormente em Santo André da Borda do Campo. Em 3 de julho de 1562 um índio que vivia com aqueles que pretendiam atacar, mas que tinha parentes vivendo entre os homens de Tibiriçá, avisou aos jesuítas prevenindo-os para que se defendessem do ataque iminente. Cinco dias antes do ataque, por ordens de Tibiriçá os índios abandonaram suas casas e lavouras, num costume de guerra indígena, preparando-se para a guerra. Jaguaranho ("cão bravo" em tupi)  temendo pela vida de seu tio, Tibiriçá, tentou convencê-lo a abandonar a defesa dos padres, sem conseguir.

## O cerco
Incomodados com essa aliança, as tribos rebeldes desferiram o ataque na manhã de 9 de julho de 1562, dois anos após São Paulo ser elevada à condição de vila. O ataque ocorreu no local onde estava estabelecido o colégio dos jesuítas, onde hoje está o Pátio do Colégio. Eram realizados aos gritos de jukaí karaíba (morte aos portugueses). Os invasores estavam todos pintados e emplumados, de acordo com sua tradição militar.
O cerco foi liderado por Jaguaranho, que provavelmente agiu sob ordens de seu pai, Piquerobi, líder da aldeia rebelde de Ururaí, localizada onde hoje fica o bairro de São Miguel Paulista, na zona leste da cidade. Piquerobi era irmão de Tibiriçá e de Caiubi, outro aliado dos europeus. João Ramalho, embora tivesse um relacionamento distante dos jesuítas, chegando mesmo a uma inimizade, tratou de lutar corajosamente contra os índios invasores, levando consigo, na defesa da vila, muitos indígenas e mamelucos. Além de estar cumprindo seu papel de chefe da defesa militar, João Ramalho era genro de Tibiriçá, e naturalmente não ficaria ausente nesse momento. Brás Cubas enviou reforços de Santos, ajudando na defesa dos jesuítas.
Logo no primeiro dia da batalha, Jaguaranho, após vencer as linhas de defesa, preferiu arrombar as portas da igreja onde as mulheres índias e mamelucas estavam rezando à atacar os padres, que se encontravam vulneráveis. Enquanto procurou arrombar a porta foi flechado na barriga e morreu no local, fato que reverteu a vantagem dos invasores. O combate prosseguiu até o dia seguinte, 10 de julho, com vitória para os portugueses e aliados. Durante o combate o chefe tupiniquim Tibiriçá matou seu irmão Piquerobi.
| “ | Chegado pois o dia, que foi a oitava de Visitação de Nossa Senhora, investiu pela manhã contra Piratininga a hoste numerosa dos contrários, pintados e empenachados, com enorme alarido. | ” |

A vitória representou a continuidade da existência da Vila de São Paulo, o que se mostraria fundamental para a expansão colonial ocorrida nos séculos seguintes. Mas talvez devido a aglomeração de pessoas, e certamente pela falta de comida, a peste disentérica fez muitas vítimas no planalto, entre eles o próprio Tibiriçá, morto em 25 de dezembro de 1562.